# Filippo Buonaccorsi

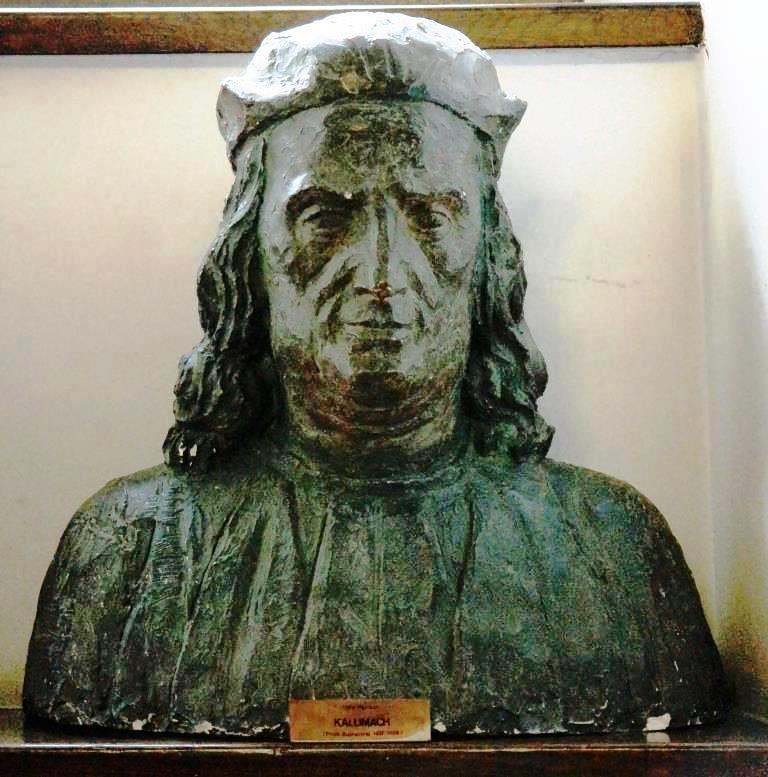
Büste von Filippo Buonaccorsi im Collegium Maius, Krakau

Filippo Buonaccorsi, auch: Bonaccorsi lateinisch Philippus Callimachus Experiens (* 2. Mai 1437 in San Gimignano; † 1. November 1496 in Krakau) war ein italienischer Humanist, Schriftsteller und Staatsmann der Renaissance.

## Leben

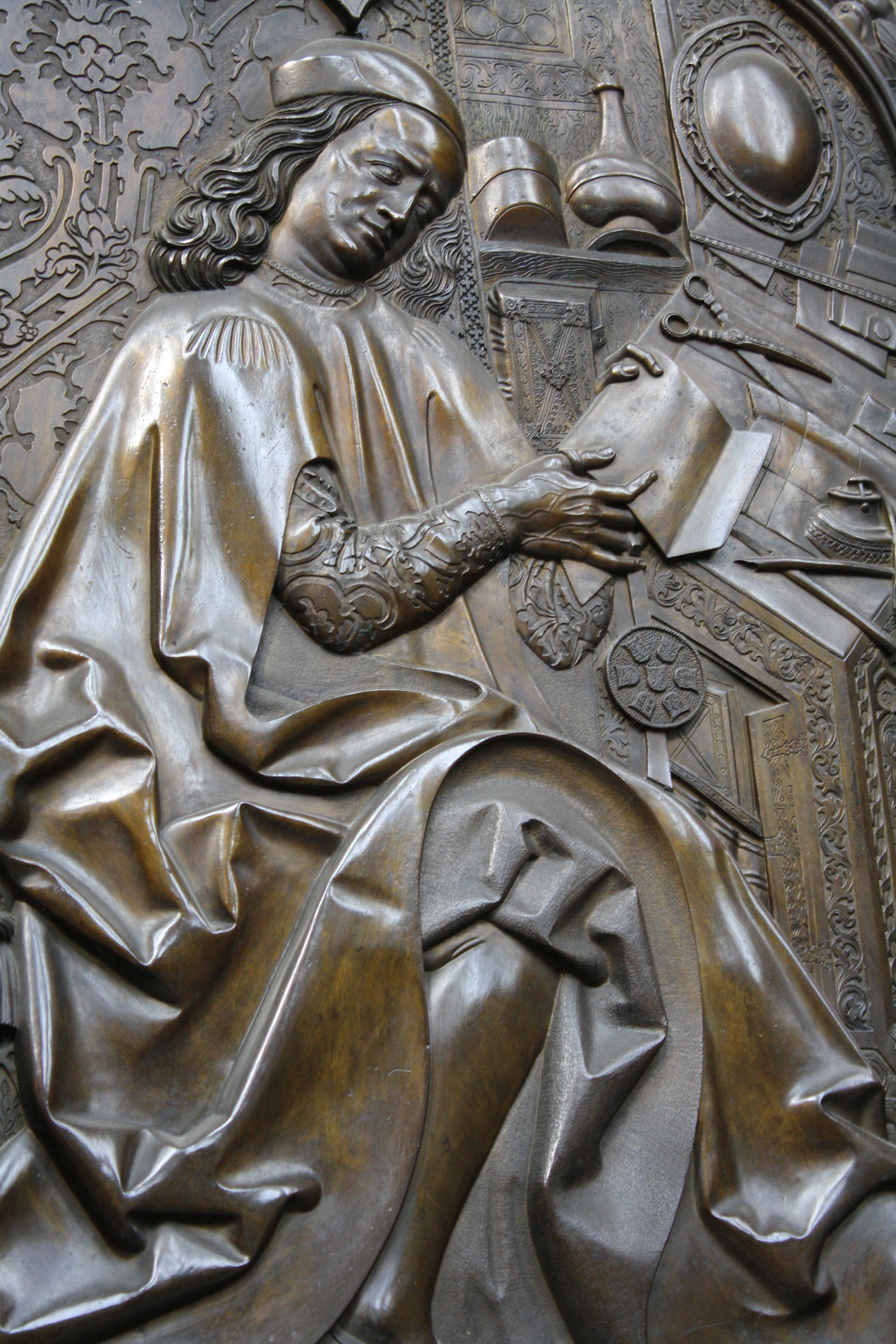
Grabmal in der Dominikanerkirche Krakau von Veit Stoß

Buonaccorsi war adeliger Herkunft und studierte in Rom, wo er sich dem Kreis um Julius Pomponius Laetus anschloss und Sekretär des Bischofs Bartolomeo Roverella war. Er war Mitglied der Accademia Romana. 1468 musste Buonaccorsi Rom verlassen, da er der Verschwörung gegen Papst Paul II. beschuldigt wurde.
1470 kam Buonaccorsi nach Polen, wo er in kürzester Zeit zu höchstem Einfluss gelangte. Er war für Gregor von Sanok, den Erzbischof von Lemberg, tätig  und widmete ihm 1476 die Biographie Vita et mores Gregorii Sanocei.
Er war der Sekretär der polnischen Könige Kasimir IV. Andreas und bei dessen Sohn, Johann I. Albrecht. Er wurde mit diplomatischen Missionen nach Konstantinopel, Venedig und Rom betraut. An der Krakauer Akademie führte Buonaccorsi die Methoden des humanistischen Lernens ein. Er schrieb eine Reihe historischer Werke und verfasste lateinische Lyrik und Prosa, z. B. über das Leben von Bischof Zbigniew Oleśnicki, von Bischof Gregor von Sanok und von König Władysław III.
In Krakau schloss er sich auch Conrad Celtis und der von diesem dort gestifteten wissenschaftlichen Gesellschaft Sodalitas Litteraria Vistulana an. Sein Grabmal in der Dominikanerkirche in Krakau wurde von Veit Stoß geschnitzt.

## Werke (Auswahl)
- Historia de rege Vladislao seu clade Varnensi[1]
- Vita et mores Gregorii Sanocei (1476 entstanden)
- De bello Turcis inferendo: oratio gravissima. Off. Seceriana, Haganoae 1533. Beigefügtes Werk: Item eiusdem Historia, de his quae à Venetis tentata sunt, Persis ac Tartaris contra Turcos movendis. Digitalisat